# MS4A3
MS4A3‏ (Membrane spanning 4-domains A3) هوَ بروتين يُشَفر بواسطة جين MS4A3 في الإنسان.